# Starkström
Starkström är, enligt svenska elsäkerhetsbestämmelser, sådan ström, spänning eller frekvens som kan vara farlig för person eller egendom. I sammanhanget avser ström alltid elektrisk ström, som mäts i ampere. Begreppet starkström syftar inte på något särskilt antal ampere; en orsak till detta är att redan en mycket liten ström kan orsaka skada. 
En ström av 10 mA (tio milliampere, en hundradels ampere) som går genom hjärtat kan döda en människa. För att detta skall inträffa krävs, enkelt uttryckt, att kroppen utsätts för en viss elektrisk spänning som är beroende av strömmens frekvens, luftfuktigheten, avståndet mellan beröringspunkterna, vad man ätit och så vidare. Det går alltså inte att säga exakt hur stor denna spänning är. I ett vanligt vägguttag är spänningen i Sverige och flertalet andra länder 230 volt, 50 Hz växelspänning, vilket är fullt tillräckligt för att döda en människa. Spänningen 230 volt betraktas lagenligt som lågspänning - lågspänning är alltså inte ofarlig.
Tidigare användes normalt 220 volt för lågspänningsanläggningar i Sverige, men 1988 gjordes en anpassning till internationell standard så att 230 volts spänning infördes (mäts mellan fas och neutralledare eller skyddsjord). För trefasanläggningar höjdes systemspänningen (mäts mellan två olika faser) från 380 volt till 400 volt.
Om en anläggning är så beskaffad att ovanstående kan inträffa, så betraktas alltså anläggningen som en starkströmsanläggning. Exempel på starkströmsanläggningar är alla elektriska installationer i hushållet, motorvärmare till bilen, kraftledningar och elektriska järnvägar och spårvägar. 
För att få bygga eller reparera starkströmsanläggningar krävs, med enstaka undantag, särskild utbildning.
För starkströmsinstallationer i hushåll använder man normalt följande färger på ledningarna för att skilja dem åt:
| Färg                                                         | Beteckning | Beskrivning                                | referenser        | Äldre färg                   | referenser  |
| ------------------------------------------------------------ | ---------- | ------------------------------------------ | ----------------- | ---------------------------- | ----------- |
| Grön-gul                                                     | PE, G, ⏚   | Skyddsjord                                 | [ 1 ] [ 2 ] [ 3 ] | Röd, grå                     | [ 1 ] [ 4 ] |
| Blå                                                          | N          | Neutralledare, normsatt 1995               | [ 1 ] [ 2 ] [ 3 ] | Vit, Svart, Brun/grön/gul    | [ 1 ] [ 4 ] |
| Brun                                                         | L1, R      | Fasledare, svart användes före 1995        | [ 5 ] [ 2 ] [ 3 ] | Svart, Brun                  | [ 5 ] [ 4 ] |
| Svart                                                        | L2, S      | Fasledare                                  | [ 5 ] [ 2 ] [ 3 ] | Brun, Svart, Grön            | [ 5 ] [ 4 ] |
| Grå                                                          | L3, T      | Fasledare                                  | [ 5 ] [ 2 ] [ 3 ] | Svart med vit rand, Vit, Gul | [ 5 ]       |
|                                                              | A          | Självständig en-fas växelströms-anläggning |                   | Orange                       | [ 4 ]       |
|                                                              | B          | Självständig en-fas växelströms-anläggning |                   | Violett                      | [ 4 ]       |
| * Beteckningarna R, S, T används främst i äldre anläggningar |            |                                            |                   |                              |             |